# Sei già cadavere amigo... ti cerca Garringo
Sei già cadavere amigo... ti cerca Garringo (Abre tu fosa, amigo... llega Sábata) è un film del 1971 diretto da Juan Bosch.
Pellicola di produzione italiana e spagnola di genere western.

## Trama
Un giovane pistolero di nome Steve McGowan, insieme a un suo amico, il bandito messicano León Pompero, decide di vendicare la morte di suo padre per mano di Miller, il capo locale. Miller, consapevole del pericolo che corre, ingaggia una banda di criminali, Sabata e i suoi compari, per liberarlo da Steve e León. Il destino li unirà, poiché entrambi decideranno di sconfiggere il pistolero  per vedere raggiunti i loro obiettivi.

## Distribuzione
In Germania venne distribuito con il titolo Zwei Halleluja für den Teufel, e in Francia come Creuse ta tombe Garringo, Sabata revient.